# Medalistki mistrzostw Polski seniorów w biegu na 60 metrów
Medalistki mistrzostw Polski seniorów w biegu na 60 metrów – zdobywczynie medali seniorskich mistrzostw Polski w konkurencji biegu na 60 metrów.
Bieg na 60 metrów kobiet był rozgrywany na mistrzostwach kraju od pierwszych mistrzostw w 1922, które odbyły się w Warszawie. Pierwszą w historii mistrzynią Polski została zawodniczka lwowskiej Pogoni Bronisława Szmendziuk, która uzyskała wynik 8,7 s. Po raz ostatni mistrzostwa w biegu na 60 metrów na otwartym stadionie zostały rozegrane w 1950 w Krakowie.
Najwięcej medali mistrzostw Polski (sześć) zdobyła Helena Woynarowska, a najwięcej złotych (cztery) – Stanisława Walasiewicz.
Rekord mistrzostw Polski seniorów w biegu na 60 metrów wynosi 7,5 s i został ustanowiony przez Stanisławę Walasiewicz podczas mistrzostw w 1938 w Grudziądzu.

## Medalistki
| NR – rekord kraju \| PB – rekord życiowy \| SB – najlepszy wynik w sezonie \| NL – najlepszy wynik w polskich tabelach w sezonie |

| Mistrzostwa         | 1. miejsce                               | Rezultat | 2. miejsce                            | Rezultat | 3. miejsce                               | Rezultat    |
| Warszawa 1922       | Bronisława Szmendziuk Pogoń Lwów         | 8,7      | Irmina Rzeźnicka Polonia Warszawa     | 8,9      | Irena Gwizdała Pogoń Lwów                |             |
| Warszawa 1923       | Irmina Rzeźnicka Warszawianka            | 8,6      | Bronisława Szmendziuk Pogoń Lwów      | 8,7      | Marzena Szmid Polonia Warszawa           | 8,7         |
| Warszawa 1924       | Józefa Witkowska Sokół Warszawa          | 8,6      | Irena Nowacka ŁKS Łódź                | 9,0      | Helena Woynarowska AZS Warszawa          | o 2,5 metra |
| Warszawa 1925       | Wacława Sadkowska Sokół-Grażyna Warszawa | 8,4      | Ludwika Gorloff AZS Warszawa          | 8,8      | Helena Woynarowska AZS Warszawa          | (9,0)       |
| Warszawa 1926       | Helena Woynarowska AZS Warszawa          | 8,6      | Janina Grabicka AZS Warszawa          | o 2 m    | Barbara Złotnicka Sokół-Grażyna Warszawa |             |
| Poznań 1927         | Helena Gędziorowska TKS Toruń            | 8,4      | Stefania Chrupczałowska AZS Warszawa  | 8,8      | Anna Breuer Roździeń Szopienice          | 8,8         |
| Kraków 1928         | Alina Hulanicka Grażyna Warszawa         | 8,4      | Helena Woynarowska AZS Warszawa       |          | Janina Grabicka Grażyna Warszawa         |             |
| Warszawa 1929       | Alina Hulanicka Grażyna Warszawa         | 8,2      | Wacława Sadkowska Grażyna Warszawa    |          | Helena Gędziorowska Cracovia             |             |
| Bydgoszcz 1930      | Alina Hulanicka Grażyna Warszawa         | 8,0      | Helena Woynarowska AZS Warszawa       | 8,2      | Anna Breuer Roździeń Szopienice          | 8,3         |
| Warszawa 1931       | Jolanta Manteuffel AZS Warszawa          | 8,0      | Anna Breuer Pogoń Katowice            | 8,2      | Aniela Sikora Stadion Królewska Huta     | 8,2         |
| Łódź 1932           | Anna Breuer Pogoń Katowice               | 8,1      | Otylia Kałuża Stadion Królewska Huta  | 8,2      | Helena Woynarowska AZS Warszawa          | 8,4         |
| Królewska Huta 1933 | Otylia Kałuża Stadion Królewska Huta     | 7,9      | Aniela Sikora Stadion Królewska Huta  | 8,1      | Maryla Freiwald Makabi Kraków            | 8,2         |
| Warszawa 1934       | Stanisława Walasiewicz Grażyna Warszawa  | 8,0      | Jadwiga Batiuk AZS Lwów               | 8,4      | Irena Segno Sokół Czeladź                | 8,5         |
| Kraków 1935         | Stanisława Walasiewicz Grażyna Warszawa  | 7,8      | Otylia Kałuża Stadion Chorzów         | 8,1      | Maryla Freiwald Makabi Kraków            |             |
| Łódź 1936           | Genowefa Chrzanowska Warszawianka        | 8,0      | Jadwiga Batiuk Strzelec Lwów          | 8,2      | Eugenia Glassner Makabi Kraków           | 8,3         |
| Bydgoszcz 1937      | Barbara Książkiewicz Pomorzanin Toruń    | 8,2      | Zofia Staruszkiewicz Sokół Grudziądz  | 8,4      | Irena Świderska AZS Poznań               | 8,7         |
| Grudziądz 1938      | Stanisława Walasiewicz Grażyna Warszawa  | 7,5      | Barbara Książkiewicz Pomorzanin Toruń | 7,8      | Jadwiga Gawrońska Sokół Grudziądz        | 8,4         |
| Chorzów 1939        | Barbara Książkiewicz Pomorzanin Toruń    | 7,9      | Otylia Kałuża Stadion Chorzów         | 7,9      | Irena Serafin ATS Czeladź                | 8,3         |
| 1940-1944           | nie rozgrywano                           |          |                                       |          |                                          |             |
| Łódź 1945           | Aniela Mitan Legia Kraków                | 8,2      | Irena Serafin Pogoń Katowice          | 8,3      | Otylia Kałuża AKS Chorzów                | 8,4         |
| Kraków 1946         | Stanisława Walasiewicz Legia Warszawa    | 7,6      | Mieczysława Moder ŁKS Łódź            | 8,1      | Aniela Mitan Legia Kraków                | 8,2         |
| Katowice 1947       | Mieczysława Moder AZS Łódź               | 7,9      | Irena Hejducka Pogoń Katowice         | 8,0      | Barbara Gorzkowska HKS Kraków            | 8,2         |
| Bydgoszcz 1948      | Irena Hejducka Pogoń Katowice            | 7,9      | Aniela Mitan Legia Kraków             | 7,9      | Maria Brocek Gedania Gdańsk              | 8,1         |
| Łódź 1949           | Mieczysława Moder AZS Łódź               | 7,9      | Krystyna Kowalska Pomorzanin Toruń    | 7,9      | Maria Adamska AZS Poznań                 | 8,0         |
| Kraków 1950         | Irena Kuźmicka Budowlani Chorzów         | 8,0      | Rita Milewska LZS Żurawica            | 8,1      | Barbara Gorzkowska Kolejarz Kraków       | 8,2         |

## Klasyfikacja medalowa
W historii mistrzostw Polski seniorów na podium tej imprezy stanęło w sumie 37 zawodniczek. Najwięcej medali – 6 – wywalczyła Helena Woynarowska, a najwięcej złotych (4) – Stanisława Walasiewicz.
| Lp. | Zawodniczka             | Złoto | Srebro | Brąz | Razem |
| 1.  | Stanisława Walasiewicz  | 4     | 0      | 0    | 4     |
| 2.  | Alina Hulanicka         | 3     | 0      | 0    | 3     |
| 3.  | Irena Hejducka          | 2     | 1      | 0    | 3     |
| 3.  | Barbara Książkiewicz    | 2     | 1      | 0    | 3     |
| 3.  | Mieczysława Moder       | 2     | 1      | 0    | 3     |
| 6.  | Otylia Kałuża           | 1     | 3      | 1    | 5     |
| 7.  | Helena Woynarowska      | 1     | 2      | 3    | 6     |
| 8.  | Anna Breuer             | 1     | 1      | 2    | 4     |
| 9.  | Aniela Mitan            | 1     | 1      | 1    | 3     |
| 10. | Irmina Rzeźnicka        | 1     | 1      | 0    | 2     |
| 10. | Wacława Sadkowska       | 1     | 1      | 0    | 2     |
| 10. | Bronisława Szmendziuk   | 1     | 1      | 0    | 2     |
| 13. | Helena Gędziorowska     | 1     | 0      | 1    | 2     |
| 14. | Genowefa Chrzanowska    | 1     | 0      | 0    | 1     |
| 14. | Jolanta Manteuffel      | 1     | 0      | 0    | 1     |
| 14. | Józefa Witkowska        | 1     | 0      | 0    | 1     |
| 17. | Jadwiga Batiuk          | 0     | 2      | 0    | 2     |
| 18. | Janina Grabicka         | 0     | 1      | 1    | 2     |
| 18. | Irena Serafin           | 0     | 1      | 1    | 2     |
| 18. | Aniela Sikora           | 0     | 1      | 1    | 2     |
| 21. | Stefania Chrupczałowska | 0     | 1      | 0    | 1     |
| 21. | Ludwika Gorloff         | 0     | 1      | 0    | 1     |
| 21. | Krystyna Kowalska       | 0     | 1      | 0    | 1     |
| 21. | Rita Milewska           | 0     | 1      | 0    | 1     |
| 21. | Irena Nowacka           | 0     | 1      | 0    | 1     |
| 21. | Zofia Staruszkiewicz    | 0     | 1      | 0    | 1     |
| 27. | Maryla Freiwald         | 0     | 0      | 2    | 2     |
| 27. | Barbara Gorzkowska      | 0     | 0      | 2    | 2     |
| 29. | Maria Adamska           | 0     | 0      | 1    | 1     |
| 29. | Maria Brocek            | 0     | 0      | 1    | 1     |
| 29. | Jadwiga Gawrońska       | 0     | 0      | 1    | 1     |
| 29. | Eugenia Glassner        | 0     | 0      | 1    | 1     |
| 29. | Irena Gwizdała          | 0     | 0      | 1    | 1     |
| 29. | Irena Segno             | 0     | 0      | 1    | 1     |
| 29. | Marzena Szmid           | 0     | 0      | 1    | 1     |
| 29. | Irena Świderska         | 0     | 0      | 1    | 1     |
| 29. | Barbara Złotnicka       | 0     | 0      | 1    | 1     |

## Zmiany nazwisk
Niektóre zawodniczki w trakcie kariery lekkoatletycznej zmieniały nazwiska. Poniżej podane są najpierw nazwiska panieńskie, a następnie po mężu:
Anna Breuer → Anna Mosler
Irena Hejducka → Irena Kuźmicka